# Sándor Utassy
Sándor Utassy   (Eger, 3 de maig de 1931 - Eger, 26 de maig de 1979) fou un nedador hongarès, especialista en braça, que va competir durant les dècades de 1950 i 1960.
En el seu palmarès destaca una medalla de bronze en els 200 metres braça al Campionat d'Europa de natació de 1950 Va guanyar el campionat nacional de braça dels 100 metres el 1951 i 1952 i dels 200 metres de 1951 a 1956. El 1954 va formar part del quartet que millorà el rècord del món dels 4x100 metres estils.